# Pałac w Bolesławicach
Pałac w Bolesławicach – pałac w Bolesławicach – wsi w Polsce w województwie dolnośląskim, w powiecie świdnickim, w gminie Jaworzyna Śląska.
Pałac wybudowany w 1783, kryty  czterospadowym dachem mansardowym (łamanym). W głównej fasadzie centralnie umieszczone  wejściem w ozdobionym portalu, zwieńczonym frontonem typu fr. entrecoupé (z przerwą) z datami na belce 1783 i 1977. 